# Даміл Данкерлю
Даміл Серена Данкерлю (нід. Damil Serena Dankerlui, нар. 24 серпня 1996, Алмере, Нідерланди) — сурінамський футболіст, фланговий захисник нідерландського клубу «Гронінген» та національної збірної Суринаму.

## Клубна кар'єра
Даміл Данкерлю починав футбольну кар'єру у клубі «Алмере Сіті», звідки у віці 16-ти років перейшов до молодіжної команди «Аякса». У жовтні 2013 року Данкерлю дебютував у «Йонг Аякс» у Еерстедивізі. У наступному сезоні Данкерлю захищав кольори «Аякса» у Юнацькій лізі УЄФА. В національному чемпіонаті Даміл був у заявці «Аякса» на матчі але так і не зіграв жодного матчу у першій команді.
У січні 2018 року Даміл Данкерлю підписав дворічний контракт з клубом Ередивізі «Віллем ІІ».
Влітку 2020 року Данкерлю перейшов до складу «Гронінгена», уклавши з клубом чотирирічну угоду.

## Збірна
У жовтні 2020 року стало відомо, що Даміл Данкерлю дав згоду виступати за національну збірну Суринаму. 24 березня 2021 року у матчі відбору до чемпіонату світу проти команди Кайманових островів Данкерлю дебютував у національній збірній Суринаму.